# Heimatmuseum Falkenstein

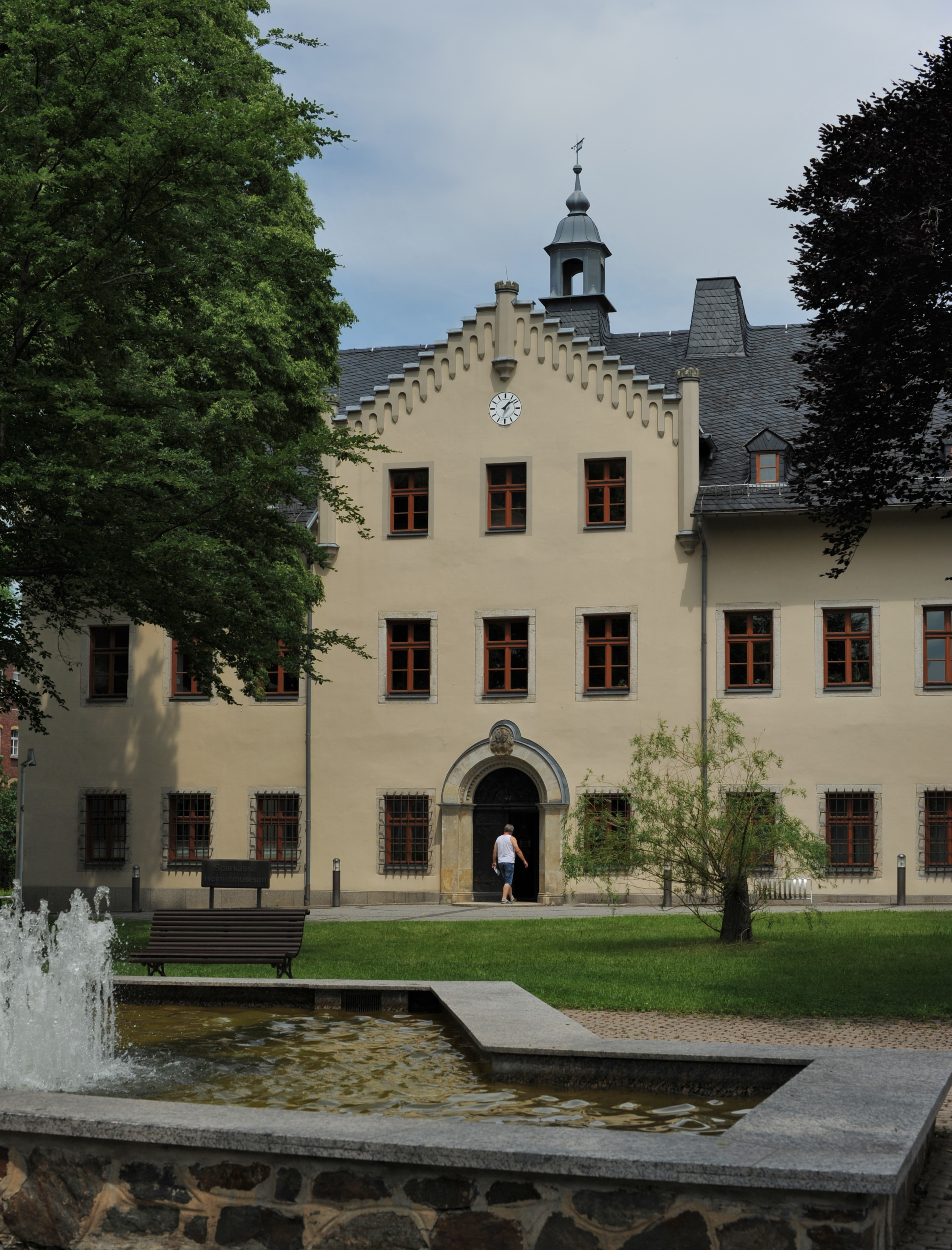
Blick zum Schloss mit Heimatmuseum

Das Heimatmuseum Falkenstein ist eine regional orientierte museale Einrichtung in der Stadt Falkenstein im Vogtlandkreis des Freistaates Sachsen. Das Museum wird durch einen 2005 gegründeten örtlichen Verein ehrenamtlich organisiert und betreut. Seine Ausstellungsräume befinden sich im Dachgeschoss von Schloss Falkenstein und damit in zentraler Lage der Stadt.

## Geschichte

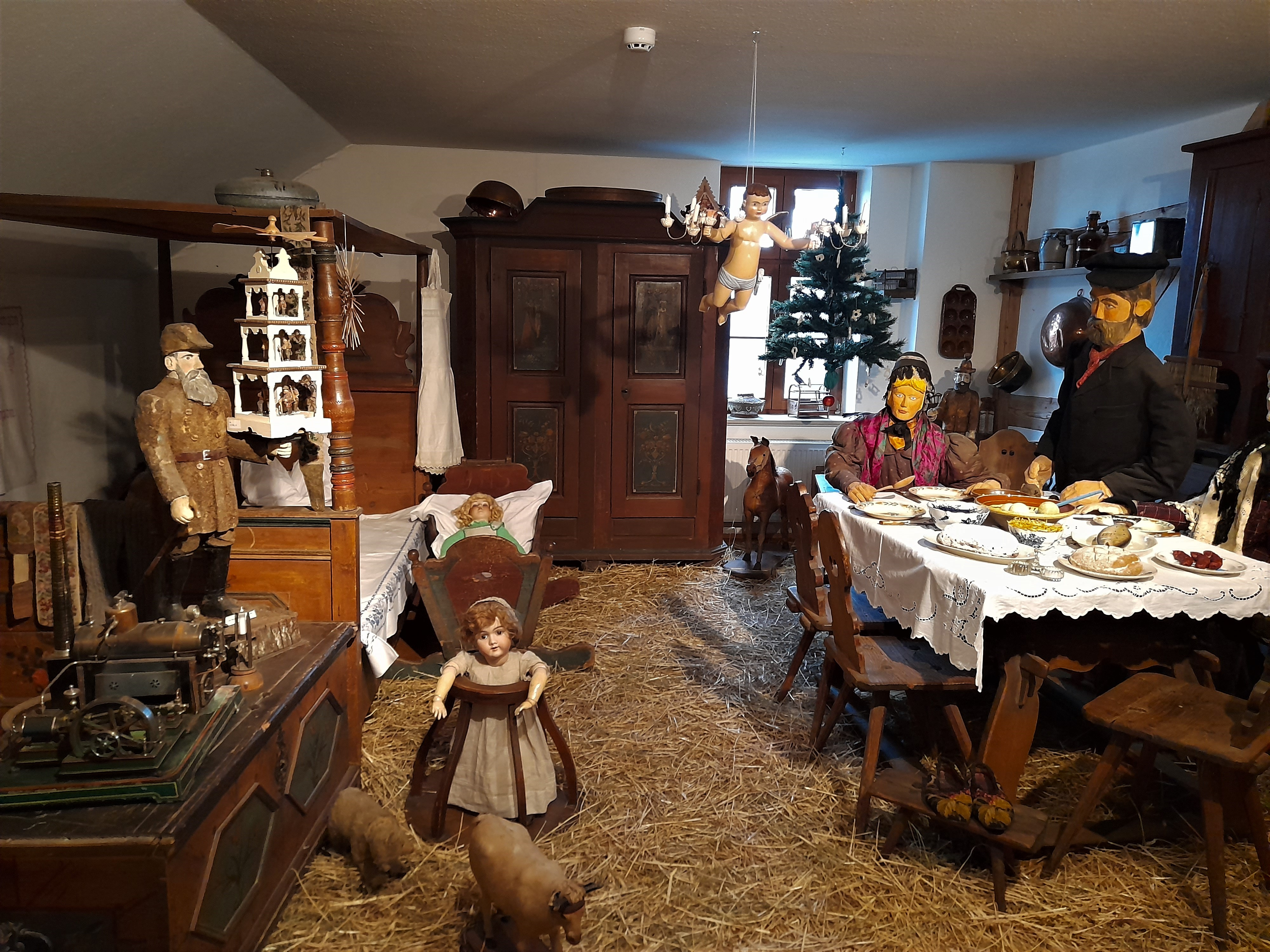
Alt-Falkensteiner Heimatstube um 1860

Die Anregung zur Errichtung eines regionalen Museums stammte vom vogtländischen Mundartdichter Willy Rudert, der schnell weitere Unterstützer vom ehemaligen Volksbildungsverein für dieses Vorhaben versammeln konnte, die zusammen einen Museumsausschuss bildeten. Deren sammlerische Aktivitäten legten den Grundstein für den heute vorhandenen Fundus, der größtenteils in der begehbaren Ausstellung zu sehen ist.
Der Erste Weltkrieg unterbrach diese Bemühungen, zudem standen bislang keine geeigneten Räumlichkeiten für das Museumsvorhaben zur Verfügung. Als die Stadt im Jahre 1928 das Schloss der Trützschlers käuflich erwarb, ergaben sich Räumlichkeiten zur Einrichtung eines Museums. Im Jahre 1930 gründeten die Initiatoren den Museumsverein Falkenstein, Verein für Orts- und Heimatkunde e.V., durch den schließlich am 18. April die Eröffnung erfolgte. Willy Rudert übernahm die Leitung des Falkensteiner Museums und prägte mit seinen Arbeiten die ersten Jahre dieser Einrichtung bis zu seinem Tod im Jahre 1949. Die Stadt Falkenstein hatte 1938 das Museum als städtische Einrichtung übernommen.
Als nach 2000 die Schließung des Museums erwogen wurde, fanden sich Falkensteiner Bürger erneut zur Gründung eines Museumsvereins und konnten mit diesem Schritt den drohenden kulturellen Verlust abwenden. Der Falkensteiner Heimat- und Museumsverein übernahm am 9. Juli 2005 die Betreuung des Museums.

## Ausgewählte Sammlungsbestandteile und Museumsarbeit

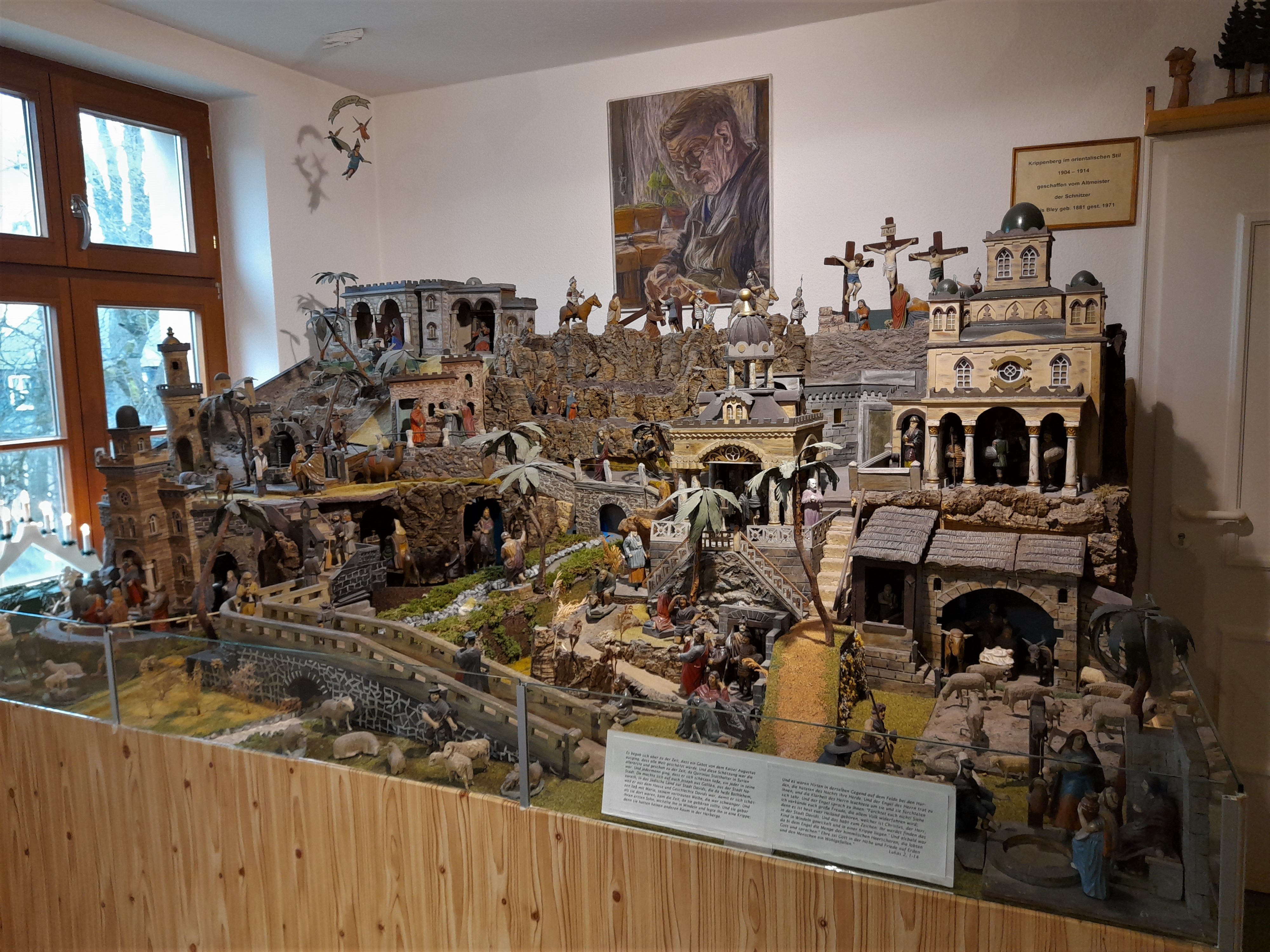
Krippenberg von Louis Bley im Heimatmuseum Falkenstein

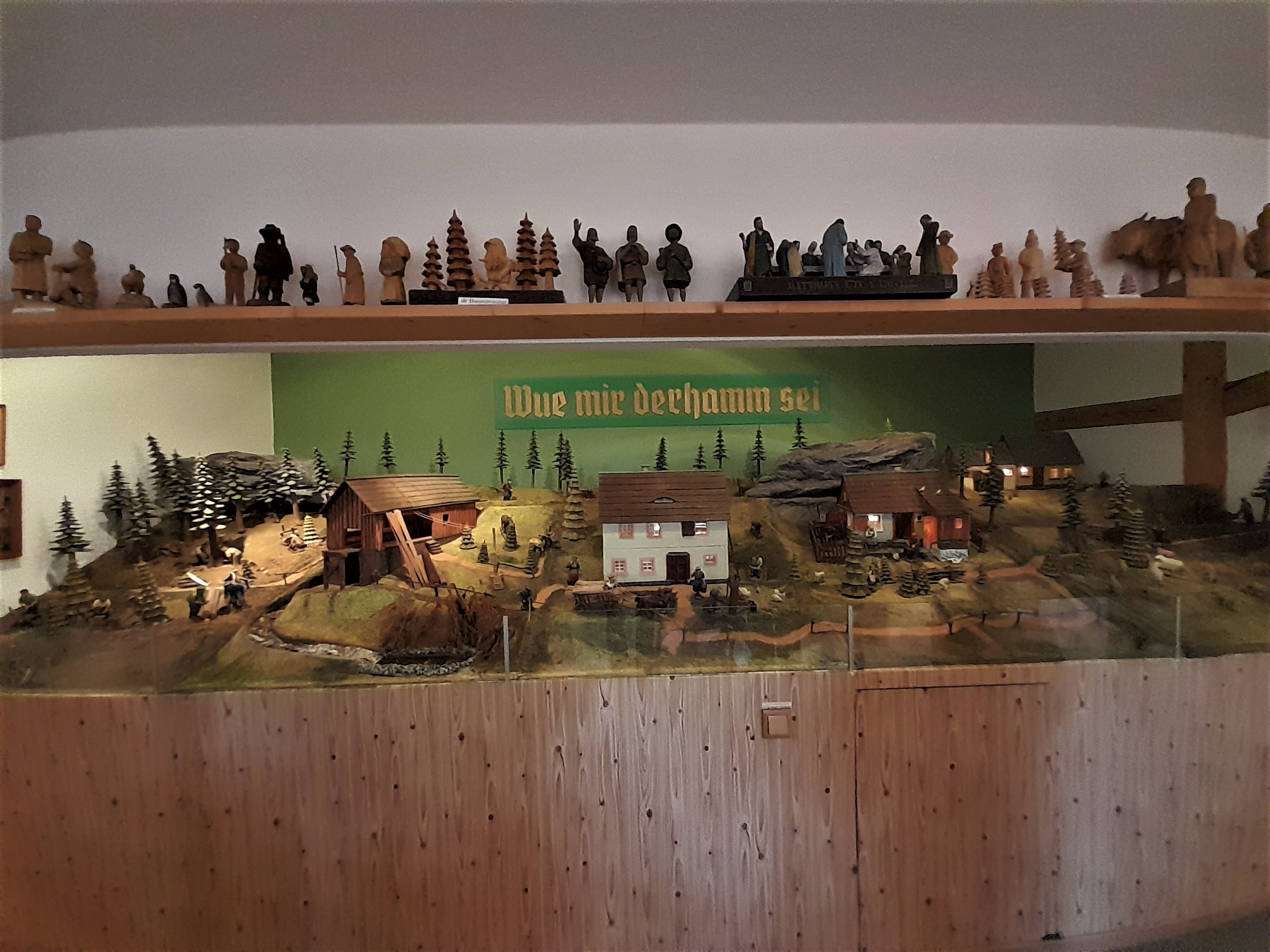
Heimatberg "Wue mir derhamm sei" (Falkenstein/Vogtl.)

- Sammlungsstücke zum Themenbereich Waldnutzung und Bergbau
- Jacquardwebstuhl aus der Mitte des 19. Jahrhunderts sowie Zeugnisse der Handweberei
- Krippenberg im orientalischen Stil des Volkskünstlers Louis Bley
- Mechanische Heimatberge mit unterschiedlicher Thematik.
- Sammlung von Moosmännern und Moosweiblein und andere Zeugnisse der Schnitzkunst aus dem östlichen Vogtland
- Falkensteiner Astronomische Kunstuhr von Friedrich Paul Fetzer

Für Einzelthemen gab und gibt es Sonderausstellungen. Bekannt ist das Museum für seine jährliche Weihnachtsausstellung mit dem Schwerpunkt regionaler Bräuche und künstlerischer Gegenstände.

## Galerie

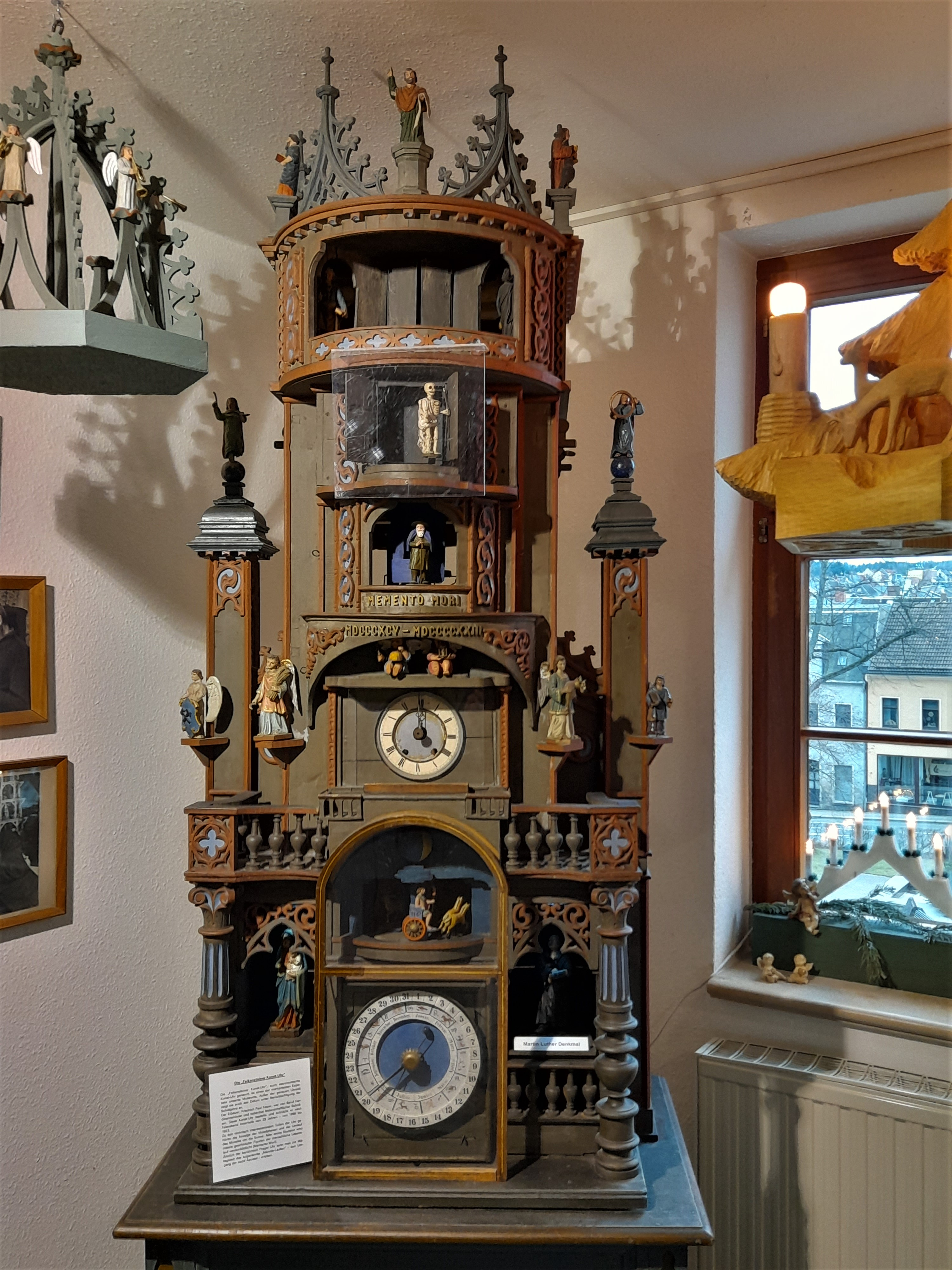
Falkensteiner Astronomische Kunstuhr
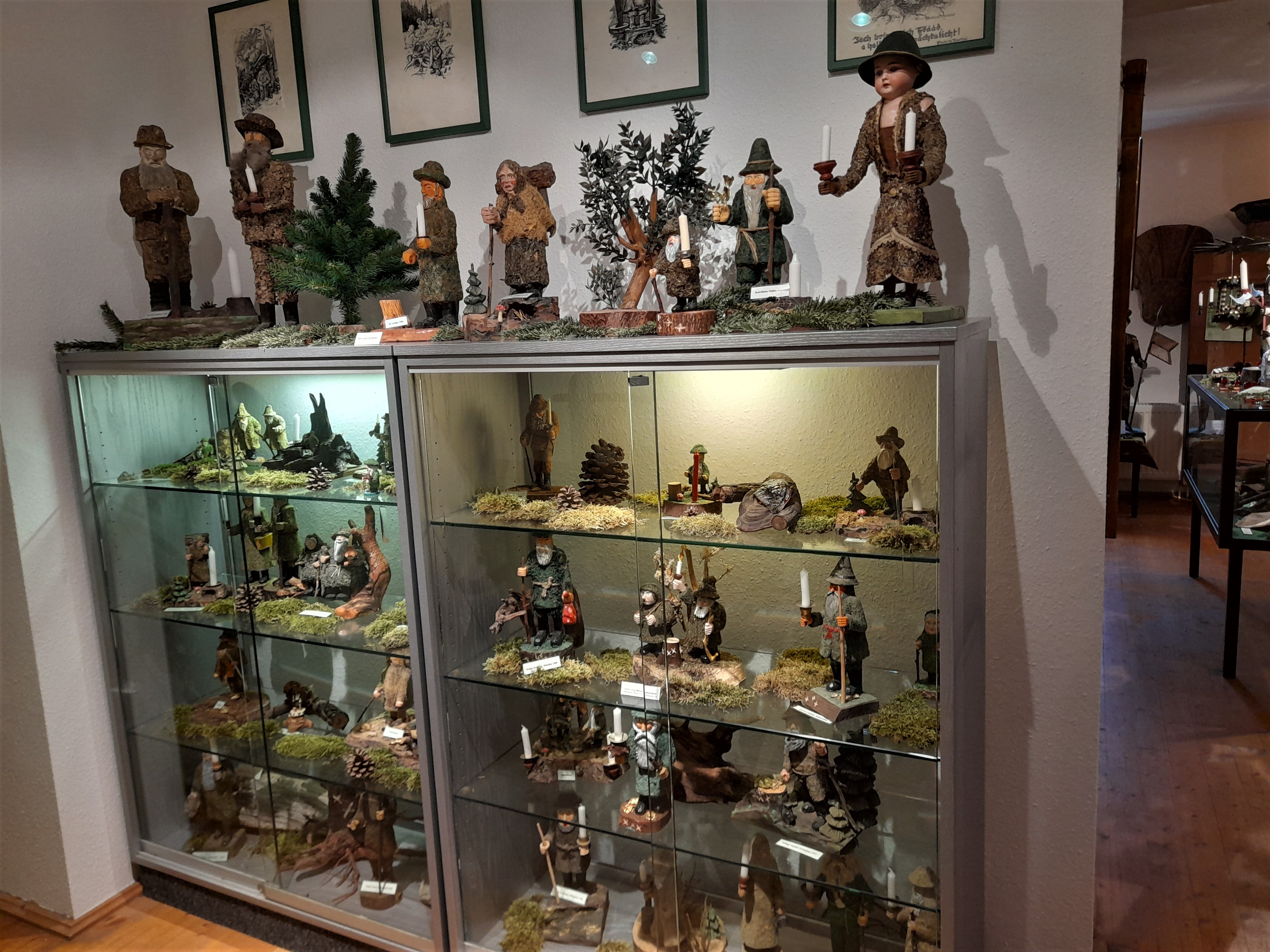
Moosmänner und Moosweiblein im Heimatmuseum Falkenstein
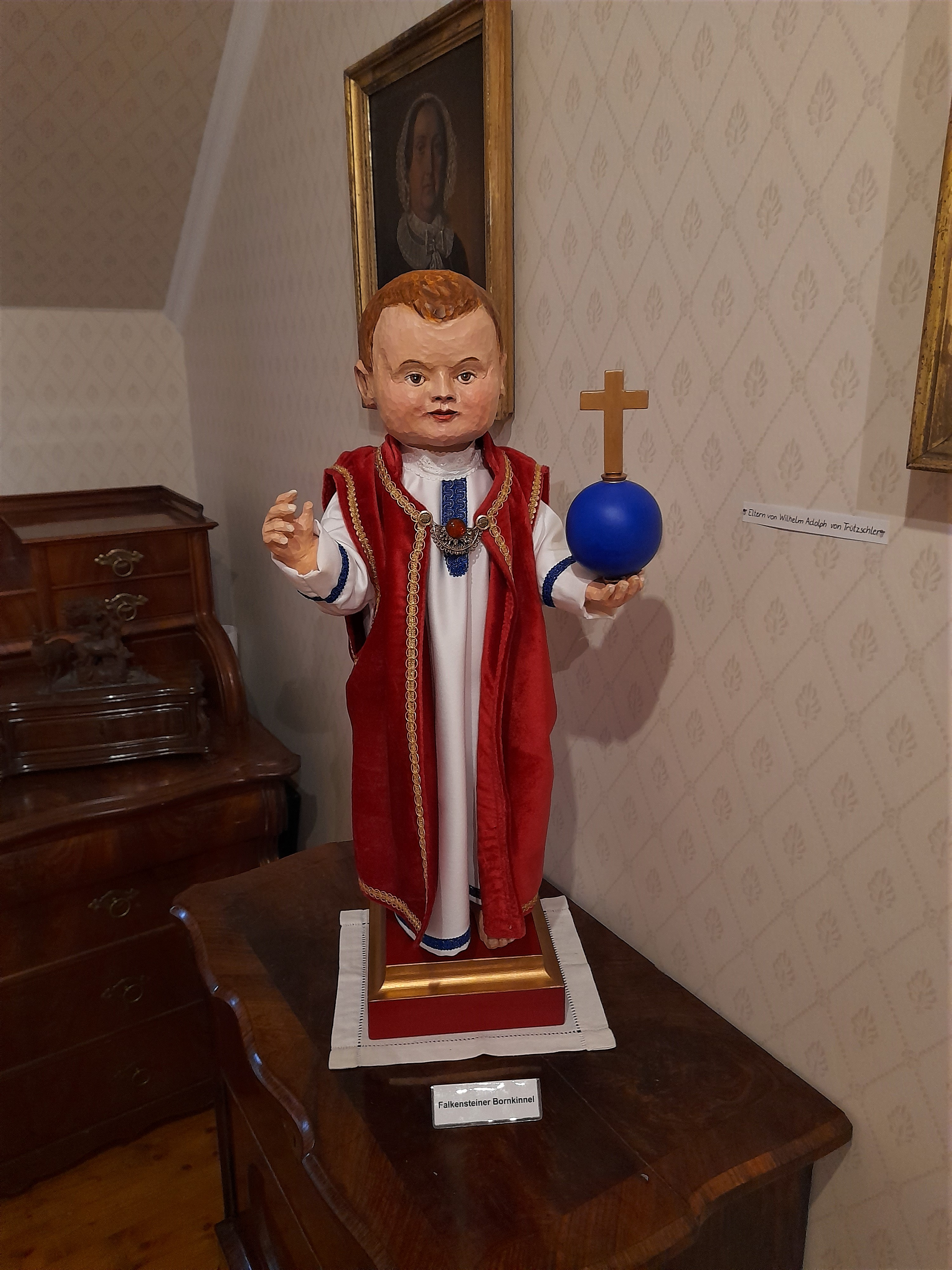
Falkensteiner Bornkinnel aus der alten Falkensteiner Kirche